# Eurybelodon shoshanii
Eurybelodon shoshanii és una espècie extinta de mamífer proboscidi de la família dels amebelodòntids que visqué a Nord-amèrica durant el Miocè superior, fa entre 9,4 i 12,5 milions d'anys. Se n'han trobat restes fòssils a Oregon (Estats Units). Es tracta de l'única espècie del gènere Eurybelodon. Destaca pel fet de tenir els ullals coberts d'esmalt cortical, un caràcter de significança ecològica incerta. El seu nom genèric, Eurybelodon, significa ‘dent de llança ampla’, mentre que el seu nom específic, shoshanii, fou elegit en honor del paleontòleg i expert en elefants israelià Jehezqel Xoixani.